# HMS Ariadne (M65)
HMS Ariadne (M65) là một tàu rải mìn thuộc lớp Abdiel được Hải quân Hoàng gia Anh Quốc chế tạo trong Chiến tranh Thế giới thứ hai. Ariadne được hãng đóng tàu Alexander Stephen and Sons ở Glasgow, Scotland chế tạo; nó được đặt lườn vào ngày 10 tháng 10 năm 1941, được hạ thủy vào ngày 5 tháng 4 năm 1943 và được đưa ra hoạt động vào ngày 12 tháng 2 năm 1944.
Nhiệm vụ đầu tiên của nó là rải thủy lôi ngoài khơi bờ biển Na Uy. Ariadne cũng là một trong những con tàu tham gia chiến dịch Stonewall. Sau đó nó rời vùng biển nhà vào tháng 4 năm 1944 tham gia Đệ Thất hạm đội Hoa Kỳ hoạt động tại Mặt trận Thái Bình Dương. Trong tháng 6 năm 1944 nó đã rải 146 quả mìn ngoài khơi bờ biển phía Bắc New Guinea, và vào lúc diễn ra cuộc đổ bộ lên nhóm quần đảo Mapia vào tháng 11 năm 1944, Ariadne được sử dụng để vận chuyển binh lính Hoa Kỳ. Trong suốt giai đoạn chiến tranh, nó đã rải tổng cộng 1.352 quả mìn.
Sau khi chiến tranh kết thúc, Ariadne được sử dụng để hồi hương tù binh chiến tranh Anh từ Nhật Bản cũng như tàu chuyển thư tín dựa vào tốc độ nhanh của nó. Chiếc tàu rải mìn được đưa về lực lượng dự bị tại Sheerness, và không bao giờ hoạt động trở lại ngoại trừ một đợt chạy thử máy ngắn sau khi được tái trang bị vào giữa những năm 1950. Việc nâng cấp này bao gồm thay thế dàn pháo phòng không hạng nhẹ của nó bằng kiểu vũ khí hiện đại hơn. Cuối cùng nó bị bán cho hãng W.H. Arnott Young để tháo dỡ, và được cho kéo đến Dalmuir vào tháng 2 năm 1965. Sau đó nó được tháo dỡ tại Dalmuir và Troon vào tháng 6 năm 1965.